# Molophilus megacanthus
Molophilus megacanthus là một loài ruồi trong họ Limoniidae. Chúng phân bố ở miền Australasia.